# Omotesandō

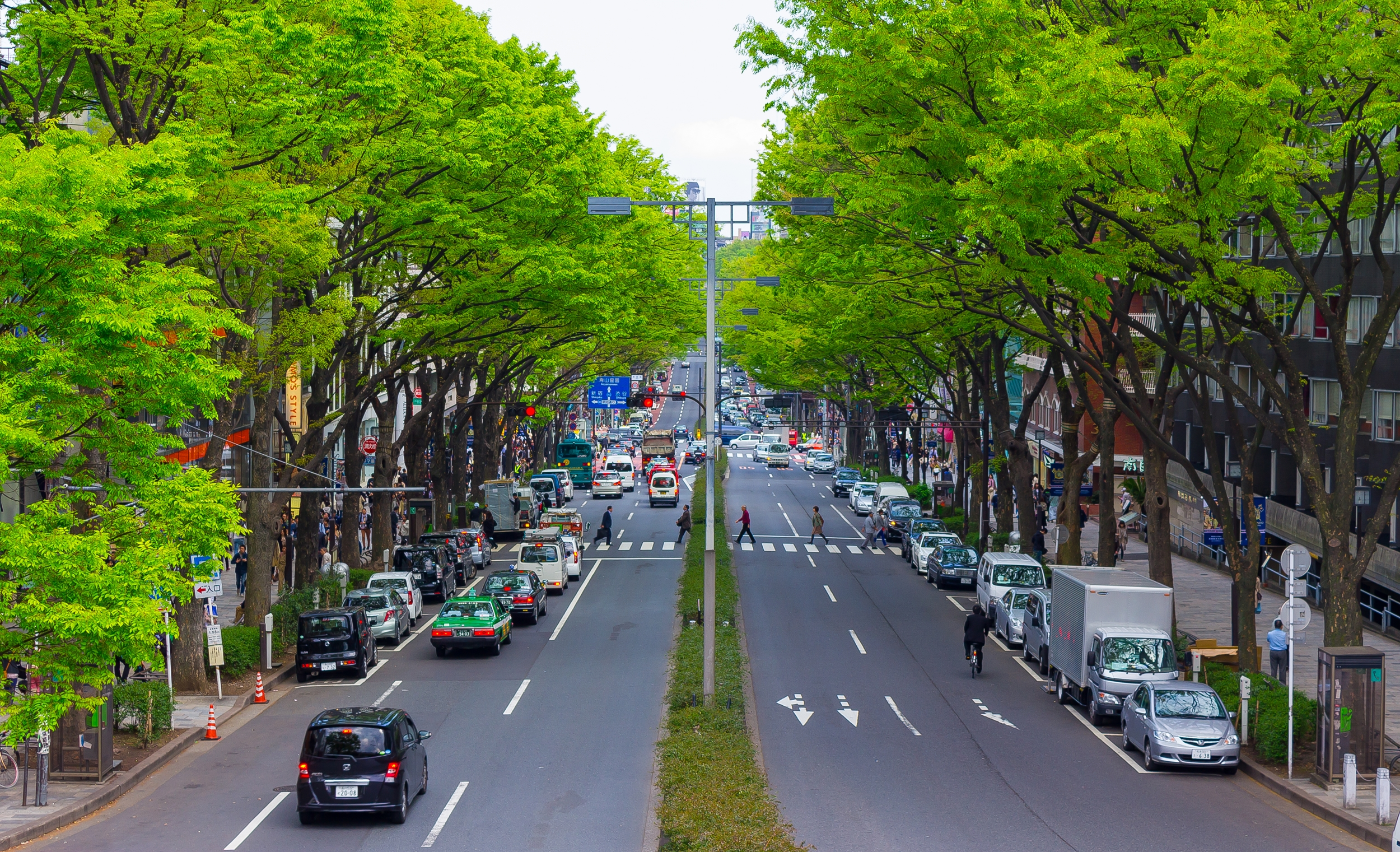
Rua Omotesandō vista de um viaduto

Omotesandō (表参道) é uma avenida com árvores Zelkova alinhadas localizada em Minato e Shibuya, Tóquio, indo da entrada do Santuário Meiji até a Aoyama-dori, onde a estação Omotesando pode ser encontrada.

## História
Omotesandō foi originalmente criada no período Taishō como a frontal (表, Omote) avenida (参道, Sandō) para o Santuário Meiji, dedicado aos espíritos deificados do Imperador Meiji e sua esposa, Imperatriz Shōken.

## Presente
Atualmente, a  Omotesandō é conhecida como uma das ruas de maior exibição arquitetônica do mundo, apresentando várias lojas de moda em uma curta distância umas das outras. Elas incluem as lojas da Louis Vuitton (Jun Aoki, 2002), Prada (Herzog & de Meuron, 2003), Tod's (Toyo Ito, 2004), Dior (SANAA, 2004), Omotesandō Hills (Tadao Ando, 2005) e Gyre (MVRDV, 2007), entre outros.
É uma área de compras de luxo que apresenta algumas marcas internacionais, indo de Louis Vuitton e Gucci a Gap, The Body Shop, Zara, e outras. É um dos dois locais em Tóquio considerado por Chevalier como o melhor local para lojas de bens de luxo. A Omotesandō também abriga a loja de brinquedos Kiddyland, a Laforet, um shopping Center voltado principalmente para jovens mulheres, e o Oriental Bazaar, uma loja de produtos gerais popular com turistas estrangeiros. Algumas vezes ela é chamada de "Champs-Élysées de Tóquio".  Seu ultimo empreendimento, o Omotesandō Hills, foi inaugurado em 2006. As ruas laterais de Omotesando, conhecidas como Ura-Harajuku, com vários pequenos cafés, bares e restaurantes, bem como butiques especializadas em tudo desde bolsas e cartões postais a garrafas antigas de vinho.
Todo ano, a Omotesandō é a avenida da Parada do Dia de São Patrício de Tóquio.